# تنها آهنگ عاشقانه من
تنها آهنگ عاشقانه من (انگلیسی: My Only Love Song؛‏ کره‌ای: 마이 온리 러브송) مجموعه تلویزیونی محصول کره جنوبی تولید شده توسط نتفلیکس و با بازی لی جونگ هیون و گونگ سونگ یون است. این مجموعه دارای عناصر فانتزی یعنی سفر در زمان و یک «ون جادویی» است.